# 陳康 (羽毛球運動員)
陳康（1965年11月24日—），中國前男子羽球運動員，主攻男子雙打。現擔任羽毛球教練。

## 生平概略
陳康曾代表中國參加1988年湯姆斯盃。在與馬來西亞對陣的決賽中，他與陳紅勇搭檔的第二雙打以兩個15:12贏了王明忠/謝順吉組合；協助中國隊以總比分4-1贏得冠軍。
1989年，他與陳紅勇一起贏得世界羽球錦標賽男子雙打亞軍，僅輸給同胞李永波/田秉毅組合。兩人還一起參加了1992年夏季奧林匹克運動會羽毛球比賽男子雙打項目。在那裡，他們在第二輪輸給最終的贏家韓國選手金文秀/朴柱奉組合。1993年，他們獲得世界羽球錦標賽男子雙打季軍。1994年，他們贏得亞洲羽球錦標賽男子雙打冠軍。
1999年，陳康與台灣羽球國手吳宜倫結婚，育有二兒一女。

## 教練生涯
2012年，陳康受當時的羽毛球隊總教練何一鳴邀請，赴香港擔任羽毛球雙打教練。他先負責指導潘樂恩和謝影雪的女雙組合，協助她們備戰2012年倫敦奧運。及後他繼續擔任教練，指導她們於2016年巴西奧運的比賽。然而，由於潘樂恩於2016年奧運前嚴重受傷，她們最終於奧運分組賽出局，潘樂恩亦逐漸淡出體壇。謝影雪則改與鄧俊文搭擋參與混雙項目。於2021東京奧運中，陳康指導謝影雪及鄧俊文的混雙組合，挺進四強，為香港隊於本項目的最佳成績。
陳康預定於東京奧運後離開香港，先回臺灣與妻兒碰面，再回加拿大陪伴母親。謝影雪指「教練見我們的時間比見他的孩子還要多。」

## 外部連結
- 陳康在世界羽球聯盟的登錄資料